# (3671) Dionysus
(3671) Dionysus ist ein Asteroid vom Amor-Typ, der am 27. Mai 1984 von Carolyn und Eugene Shoemaker am Mount Palomar entdeckt wurde.
Der Asteroid wurde nach dem griechischen Gott Dionysos benannt.
Es gibt Hinweise darauf, dass es sich hier um ein System aus zwei Körpern handelt, die um ihren gemeinsamen Schwerpunkt rotieren. Der Mond mit der Bezeichnung S/1997 (3671) 1 hat einen Durchmesser von 0,4 km und befindet sich in einem mittleren Abstand von rund 2,2 km vom größeren Himmelskörper.